# Adranosita
L'adranosita o adranosita-(Al) és un mineral de la classe dels sulfats. El seu nom prové del déu grec Adranos, qui segons la llegenda visqué sota l'Etna abans de ser expulsat per Hephaestus.

## Característiques
L'adranosita és un sulfat de fórmula química (NH₄)₄NaAl₂(SO₄)₄Cl(OH)₂. Cristal·litza en el sistema tetragonal.
L'exemplar que va servir per a determinar l'espècie, el que es coneix com a material tipus, es troba conservat a la Universitat de Milà (Itàlia), amb el número de mostra: #2008-06.

## Formació i jaciments
La seva localitat tipus és el cràter La Fossa, a Lipari, dins les Illes Eòlies (Sicília, Itàlia). També ha estat descrita a la fumarola Bocca Grande, a Pozzuoli (Campània, Itàlia), a Pécs-Vasas (comtat de Baranya, Hongria) i a la mina Anna, a Aquisgrà (Rin del Nord-Westfàlia, Alemanya).